# Ben Holmes
Benjamin Charles Holmes (geb. 15. Oktober 1994 in Orchard Park, New York, USA) ist ein Football-Spieler auf der Position des Quarterback. Er spielte College-Football am Nassau Community College und an der Tarleton State University. In der Saison 2022 war er in der Canadian Football League (CFL) aktiv. Er wurde für die Saison 2024 von den Vienna Vikings in der European League of Football (ELF) verpflichtet.

## Karriere
Holmes besuchte die Orchard Park High School, wo er zunächst Wide Receiver spielte und 2011 die Staatsmeisterschaft gewann. Dann wechselte er zur Position des Quarterback und brachte die Mannschaft erneut ins Finale.
Holmes schrieb sich am Nassau Community College ein. Hier wurde er als Freshman of the Year und Junior College All-American ausgezeichnet. 2017 wechselte er zu den Tarleton State Texans. Er führte das Team der Division II zu 23 Siegen in 25 Spielen. Als Senior warf Holmes 34 Touchdowns und drei Interceptions. Er warf 196 Pässe für 3.338 Yards und lief 32 mal selbst für 59 Yards und einen Touchdown.
2021 spielte Holmes für die Arizona Rattlers in der Indoor Football League und die Sea Lions in The Spring League. Im USFL-Draft 2022 wurde Holmes an vierter Spieler insgesamt ausgewählt und von den New Jersey Generals verpflichtet. Aufgrund einer Fußverletzung wurde er am 1. April 2022 freigestellt. Holmes wechselte in die CFL, wo er zuerst bei den Montreal Alouettes trainierte, auf Grund der Verletzung aber nicht zum Einsatz kam. Er wechselte zu den Edmonton Elks, wo er ein Spiel absolvierte. Schließlich wurde er im August 2022 der dritte Quarterback für die Toronto Argonauts, wo er jedoch ohne Einsatz blieb. die in diesem Jahr den Grey Cup gewannen. In der Saison 2023 wurde Holmes von den Argonauts kurz vor Beginn der regulären Saison entlassen.
Im November 2023 stellten die Vienna Vikings Holmes als neuen Quarterback vor.